# Daszgombyn Battulga
Daszgombyn Battulga (mong. Дашгомбын Баттулга; ur. 4 marca 1966 w Ułan Bator) – mongolski judoka i sambista. Olimpijczyk z Barcelony 1992, gdzie zajął siódme miejsce wadze ekstralekkiej.
Brązowy medalista mistrzostw świata w 1989; uczestnik zawodów w 1991 i 1993. Brązowy medalista igrzysk azjatyckich w 1990 i 1994, a także mistrzostw Azji w 1991. Trzeci na akademickich MŚ w 1988. Wicemistrz igrzysk dobrej woli w 1990. Trzeci na MŚ w sambo w 1988 roku.

## Letnie Igrzyska Olimpijskie 1992
| Konkurencja | Eliminacje           | Eliminacje            | Eliminacje             | Repasaże                | Repasaże              | Klas. końcowa |
| Konkurencja | Przeciwnik I         | Przeciwnik II         | 1/4                    | Przeciwnik I            | Przeciwnik II         | Miejsce       |
| ----------- | -------------------- | --------------------- | ---------------------- | ----------------------- | --------------------- | ------------- |
| 60 kg       | Rui Ludovino (POR) Z | Nigel Donohue (GBR) Z | Nazim Hüseynov (EUN) P | Marino Cattedra (ITA) Z | József Wágner (HUN) P | 7.            |